# Bathystegocephalus globosus
Bathystegocephalus globosus är en kräftdjursart som först beskrevs av Walker 1909.  Bathystegocephalus globosus ingår i släktet Bathystegocephalus och familjen Stegocephalidae. Inga underarter finns listade i Catalogue of Life.